# La Bastille (Hérimoncourt)
La Bastille est un ensemble d'anciennes habitations ouvrières de la fin du XIXe siècle situé sur la commune d'Hérimoncourt dans le département français du Doubs.

## Localisation
Le bâtiment fait face à l'entrée principale de l'usine PSA d'Hérimoncourt, au lieu-dit de la Terre Blanche, au 83 rue du Commandant-Rolland, dans le village d'Hérimoncourt.

## Histoire
Les bâtiments sont construits entre 1860 et 1862 sous l'impulsion de la société Peugeot Frères pour accueillir les employés de l'usine voisine de Terre Blanche.
Certains éléments des bâtiments sont inscrits au titre des monuments historiques depuis le 20 juin 1986.

## Description
Le bâtiment, monobloc et rectangulaire, est construit en moellons calcaire enduit. Il abrite ainsi 11 logements. Les six logements du premier étage sont desservis par une galerie en bois, accessible par un escalier extérieur.